# Stara Wieś (rejon drohobycki)
Stara Wieś – wieś na Ukrainie w rejonie drohobyckim należącym do obwodu lwowskiego.